# Neva (Wisconsin)
Neva es un pueblo ubicado en el condado de Langlade en el estado estadounidense de Wisconsin. En el Censo de 2010 tenía una población de 902 habitantes y una densidad poblacional de 9,23 personas por km².

## Geografía
Neva se encuentra ubicado en las coordenadas 45°14′58″N 89°7′33″O / 45.24944, -89.12583. Según la Oficina del Censo de los Estados Unidos, Neva tiene una superficie total de 97.75 km², de la cual 96.57 km² corresponden a tierra firme y (1.21%) 1.18 km² es agua.

## Demografía
Según el censo de 2010, había 902 personas residiendo en Neva. La densidad de población era de 9,23 hab./km². De los 902 habitantes, Neva estaba compuesto por el 97.78% blancos, el 0.11% eran afroamericanos, el 0.33% eran amerindios, el 0.11% eran asiáticos, el 0% eran isleños del Pacífico, el 1.11% eran de otras razas y el 0.55% pertenecían a dos o más razas. Del total de la población el 1.55% eran hispanos o latinos de cualquier raza.